# Victor Horta

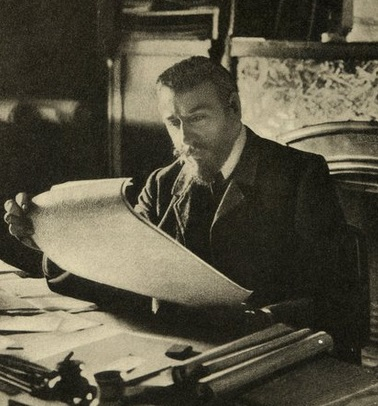
Victor Horta, um 1900

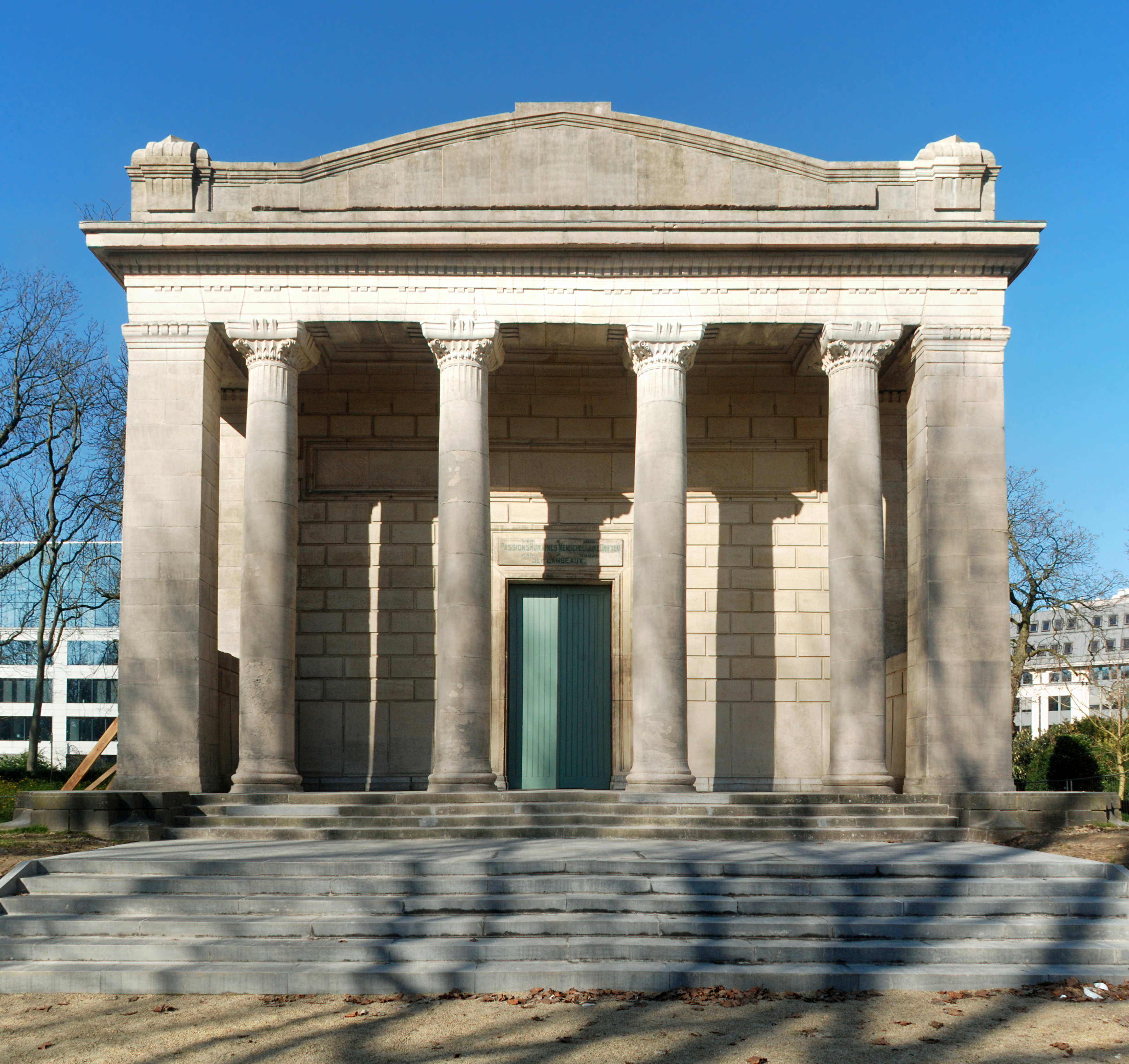
Brüssel, Pavillon des Passions humaines (1890–1897)

Victor Horta (* 6. Januar 1861 in Gent; † 8. September 1947 in Etterbeek) war ein belgischer Jugendstil-Architekt. Er wurde zu Ende des 19. Jahrhunderts durch die Neuartigkeit seiner Wohnhäuser international bekannt. Für seine Verdienste um die Architektur wurde ihm 1932 von König Albert I. von Belgien der Adelstitel „Baron“ verliehen. Horta war zweimal verheiratet und Vater zweier Töchter.

## Leben
Horta wurde am 6. Januar 1861 im belgischen Gent geboren. Sein Vater Pierre Horta war ein musikbegeisterter Schuster und hatte insgesamt 12 Kinder aus zwei Ehen. Bei Victors Geburt war Pierre Horta 66 Jahre alt.
In seiner Jugend wehrte sich Victor Horta gegen die autoritäre Erziehung durch seine Mutter, die ihn zu einem Jura- oder Medizinstudium drängte. Horta begeisterte sich früh für Kunst, insbesondere für das Geigenspiel. Als Horta im Alter von zwölf Jahren seinem Onkel auf einer Baustelle half, kam er erstmals mit dem Architektenberuf in Kontakt.
Horta schrieb sich zunächst 1873 als Student an der Koninklijke Academie voor Schone Kunsten in Gent für die Abteilung Architektur ein, nahm jedoch parallel dazu von 1874 bis 1877 weiter am Unterricht im Koninklijk Atheneum aan de Ottogracht in Gent teil.
Er verließ dann im Jahr 1878 die Stadt und zog auf den Montmartre in Paris, um Innenarchitekt zu werden, und arbeitete dort im Atelier des Innenarchitekten Jules Debuysson. In Paris wurde er auch von den Impressionisten und Pointillisten und von der Möglichkeit, mit Stahl und Glas zu arbeiten, inspiriert. Er schrieb später in seinen Memoiren: „Mein Aufenthalt in Paris, meine Spaziergänge, meine Denkmalbesichtigungen und Museumsbesuche weckten mein künstlerisches Feingefühl. Keine Schulbildung hätte mich je so anregen und nachhaltig beeindrucken können wie das ‚Lesen‘ von Denkmälern.“
Als Hortas Vater im Jahr 1880 starb, kehrte er zurück nach Belgien und zog nach Brüssel, um dort an der Akademie der Schönen Künste zu studieren. In Brüssel schloss er Freundschaft mit Paul Hankar, der sich später auch dem Jugendstil zuwandte.
1913 wurde er korrespondierendes und 1919 volles Mitglied der Königlichen Akademie von Belgien.
Von 1916 bis 1919 hielt sich Victor Horta in London und in den Vereinigten Staaten auf. 1939 begann Horta mit der Niederschrift seiner Memoiren. 1945 entschloss er sich, den größten Teil seines Archives zu vernichten. Horta ist auf dem Friedhof der Brüsseler Gemeinde Ixelles begraben.

## Werk
Horta war ein guter Student und wurde von seinem Professor, dem königlichen Architekten Alphonse Balat, zu seinem Assistenten ernannt. Zusammen entwarfen sie die königlichen Botanischen Gärten in Laeken/Laken. Dies war das erste Mal, dass Horta Glas und Stahl für seine Arbeit verwandte.
1884 erhielt er den Godecharle-Preis für Architektur für seinen Entwurf eines Parlamentsgebäudes in Brüssel.
1885, Horta arbeitete schon selbständig, entwarf er drei Häuser für die Twaalfkamerenstraat in Gent, die im selben Jahr noch erbaut wurden. Er beschloss dann, keine Eigenheime für reiche Bürger zu errichten, und widmete sich öffentlichen Ausschreibungen. 1887 gewann er mit einem Entwurf für ein Naturkundemuseum den alle drei Jahre verliehenen Preis, den die Akademie für Schöne Künste in Brüssel für ihre ehemaligen Studenten ausschrieb. Er konzentrierte sich auf die Formgebung seiner Entwürfe im Glauben, dass seine Formen im höchsten Maße praktisch und nicht Ausdruck einer künstlerischen Affektiertheit waren. Während dieser Zeit knüpfte Horta viele Kontakte und trat den Freimaurern bei.

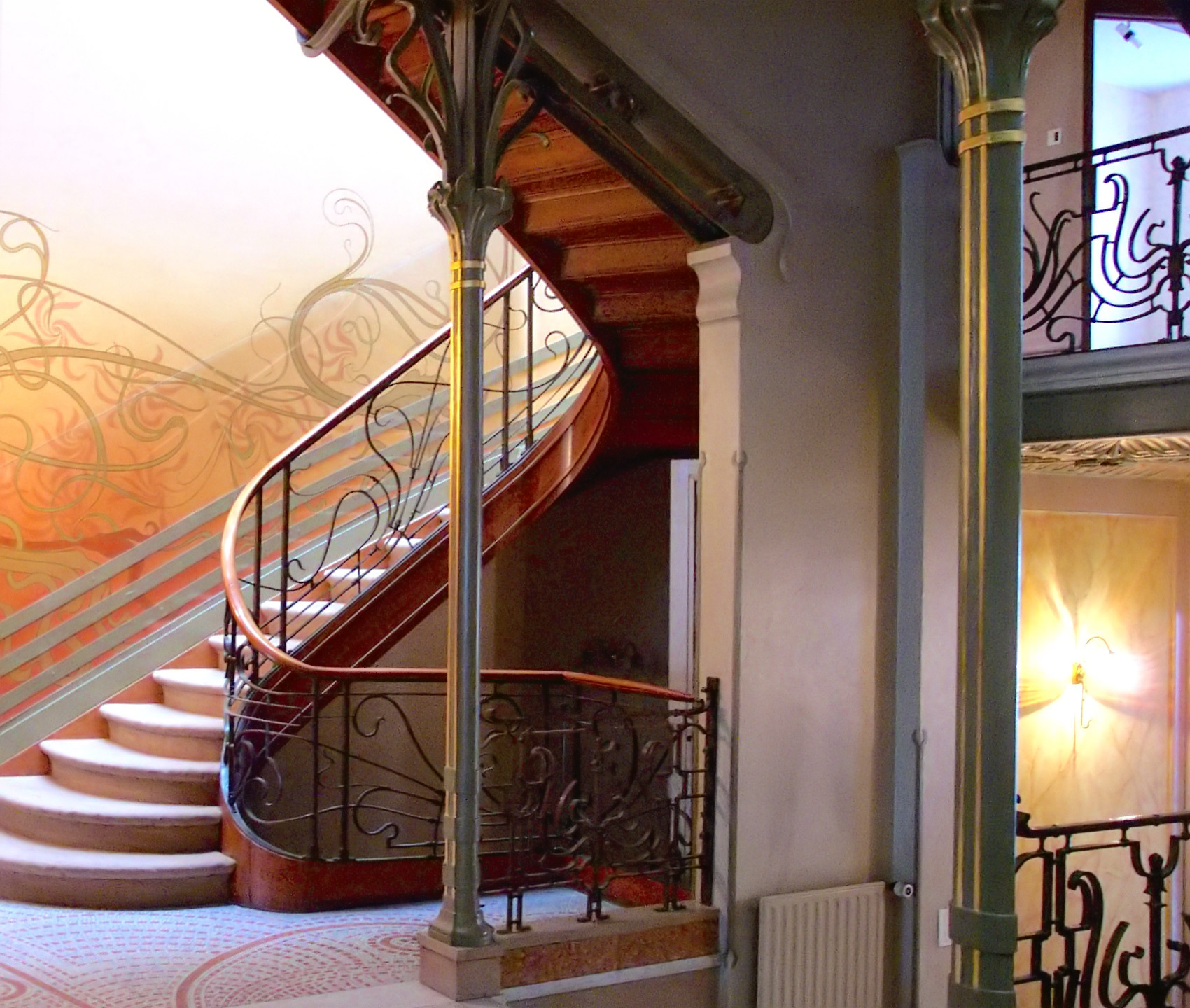
Treppenhaus im Hôtel Tassel

1893 fing er wieder an, Eigenheime und Geschäfte zu entwerfen. 1892 entstand das Hôtel Tassel, dessen Innenraum von der freiliegenden Gusseisenkonstruktion und Glaselementen, zudem einer reichen, aus organischen Formen und weichen Linien bestehenden Ornamentik geprägt ist. Fast über Nacht wurde der 32-jährige Architekt durch dieses Wohnhaus bekannt. 1893 baute Victor Horta die Maison Autrique, es folgten 1895/1896 die Maison Winssinger und 1895 bis 1900 das Hôtel Eetvelde, die Victor Horta alle als Gesamtkunstwerk im Stile der Art nouveau konzipierte. Von 1896 bis 1899 entwarf Victor Horta die Maison du Peuple, die Zentrale der belgischen sozialistischen Partei, deren Fassade er – als erstes Gebäude in Brüssel – komplett aus Eisen und Glas konstruierte. 1900/1901 entstand das Kaufhaus À l’innovation, das Victor Horta ebenfalls im Art-nouveau-Stil baute.

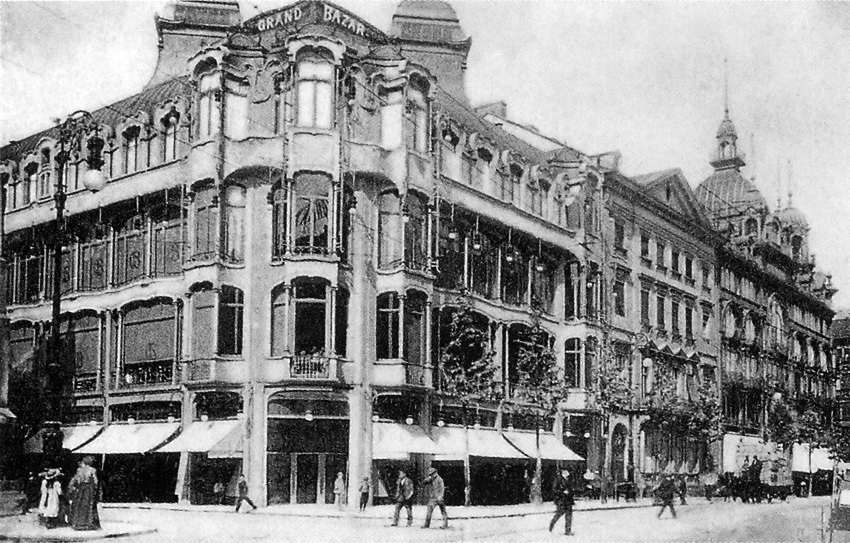
Grand Bazar, Kaufhausgebäude in Frankfurt am Main am späteren Standort des Woolworth-Kaufhauses an der Zeil. Erbaut durch Victor Horta 1903–1905. Abgerissen 1937–1938.

Sein 1906 errichtetes Kaufhausgebäude Waucquez beherbergt seit 1988 das nationale belgische Comicmuseum, das Belgische Comiczentrum (BCZ). Das Bauwerk scheint ein Stück pompöser Architektur zu sein, ganz ausgerichtet auf die Wirkung, die ein Tempel des Kommerz auf die Kunden ausüben sollte. Doch auch hier zeigt sich Hortas Meisterschaft, durch Glasdachkonstruktionen Lichtwirkungen zu erzielen.
Ab 1912 lehrte Victor Horta an der Akademie der Schönen Künste in Brüssel, 1913 bis 1915 war er deren Direktor.
Nach seinem Aufenthalt in London und den Vereinigten Staaten 1916–1919 entfernte Horta sich von der Art nouveau, er entwarf seine Bauten nun in einer geraderen, eher klassizistischen Formensprache. Zu diesem Spätwerk Hortas gehören das 1928 eingeweihte Kunstmuseum in Tournai und der erst nach seinem Tod fertiggestellte Brüsseler Hauptbahnhof.

## Rezeption und Ehrungen
Nach Hortas Ableben bemühte sich insbesondere sein ehemaliger Assistent Jean Delhaye um den Erhalt seines hinterlassenen Werkes.
1969 sicherte er durch die Einrichtung eines Horta-Museums den unveränderten Fortbestand des Wohn- und Atelierhauses Victor Hortas in der Rue Américaine, in der Brüsseler Gemeinde St. Gilles.

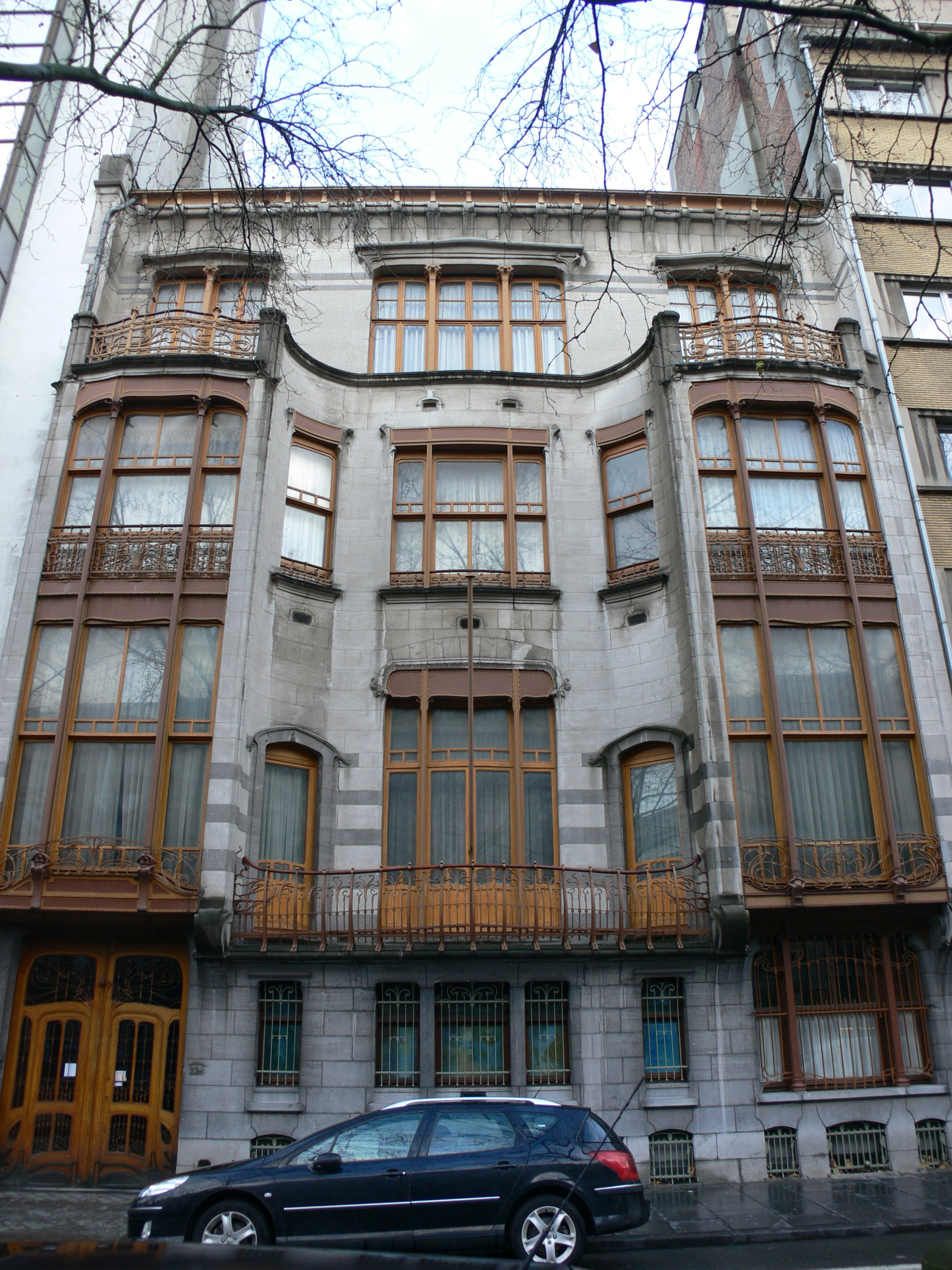
Hôtel Solvay, Brüssel

Die erhaltenen Gebäude Hortas stehen heute unter Denkmalschutz. Im Jahr 2000 wurden vier von Victor Horta entworfene Gebäude unter der Bezeichnung Jugendstilbauten von Victor Horta in Brüssel in die Weltkulturerbe-Liste der UNESCO aufgenommen:
- Hôtel Tassel, erbaut 1893, Brüssel, rue Paul-Émile Janson 6
- Hôtel Solvay, erbaut 1895–1903, Brüssel, Avenue Louise 224
- Hôtel van Eetvelde (erbaut 1895–1901), Brüssel, Avenue Palmerston 2–6
- Das Wohn- und Atelierhaus Victor Hortas, das gegenwärtig das „Horta-Museum“ beherbergt, erbaut 1898–1901, St. Gilles, Großraum Brüssel Rue Américaine 25.

Zwei Architektur-Preise werden zu Ehren Victors vergeben. Seit 1967 verleiht die Königliche Akademie Belgiens im Abstand von fünf Jahren den 1948 ins Leben gerufenen „Baron Horta-Preis“. Seit 1996 vergibt die Brüsseler Architektenkammer den „Preis Bruxelles-Horta“.
Die 1994–2001 umlaufende Banknote zu 2000 Belgischen Franc trug auf der Vorderseite sein Porträt.